# テッサ・ポルデル
テッサ・ポルデル（Tessa Polder、1997年10月10日 - ）は、オランダの女子バレーボール選手。ポジションはミドルブロッカー。オランダ代表。

## 来歴
- クラブチーム

カペレ・アーン・デン・エイセル出身。2013年、TT Papendal Arnhemに入団しバレーボール選手としてのキャリアをスタートさせる。2015年、Sliedrecht Sportへ移籍し1年間プレーした。2016年、ドイツブンデスリーガのLadies in Black Aachenへ移籍。2017/18シーズンのブンデスリーガでは4位となった。2018年、シュヴェリーンSCへ加入。2018/19シーズンのブンデスリーガで準優勝、ドイツカップで優勝を果たした。2019年、再びLadies in Black Aachenへ入団し1年間プレーした。2020/21シーズンはフランスリーグのVolley Mulhouse Alsaceと契約し、リーグ優勝に貢献した。2021/22シーズンはVolero Le Cannetでプレーし、フランスリーグとフランスカップで優勝し2冠を達成した。なお、リーグMVPとベストミドルブロッカー賞を受賞した。2022/23シーズンはイタリアセリエA1のWealth Planet Perugia Volleyへ移籍した。
- 代表チーム

アンダーカテゴリーの代表として2014年、U-19欧州選手権に出場した。2016年、シニアのオランダ代表に初選出された。2017年の欧州選手権に出場し銀メダルを獲得した。2018年、世界選手権では4位となった。2022年、代表へ復帰しネーションズリーグ、世界選手権に出場した。

## 球歴
- 世界選手権 - 2018年、2022年
- ネーションズリーグ - 2018年、2019年、2022年
- 欧州選手権 - 2017年

## 受賞歴
- 2022年　2021/22フランスリーグA 　MVP、ベストミドルブロッカー賞

## 所属クラブ
- TT Papendal Arnhem（2013-2015年）
- Sliedrecht Sport（2015-2016年）
- Ladies in Black Aachen（2016-2018年）
- シュヴェリーンSC（2018-2019年）
- Ladies in Black Aachen（2019-2020年）
- Volley Mulhouse Alsace（2020-2021年）
- Volero Le Cannet（2021-2022年）
- Wealth Planet Perugia Volley（2022-）